# Luar (programa de televisão)
Luar é um programa de televisão galego, produzido e exibido pela Televisión de Galicia. Estreou em 18 de setembro de 1992, sendo líder de audiência na sua faixa horária, às sextas-feiras a noite.

## Trajetória
Dirigido por Teo Manuel Abad e Xosé Ramón Gayoso, é emitido diretamente desde os estúdios do Plató 1000, em Montouto, Teo. É um programa eminentemente musical, que dá grande destaque a musica galega, sobretudo a tradicional, ainda que o programa se dedique também ao humor e aos concursos. Muitas figuras famosas da mídia galega fizeram suas primeiras aparições nele, ou fizeram participações no programa, como por exemplo Luís Tosar, Mercedes Peón, Paula Vázquez e Os Tonechos. Se estima que mais de 50 mil artistas já passaram por seu palco.
O programa é também ganhador de sete prêmios Best International Format Awards.

## Participantes
Esta é uma lista (incompleta) dos participantes mais destacados que já participaram do programa:
- Laura Casares[4]
- Ricardo de Barreiro
- Paula Vázquez
- Carlos Blanco
- Uxía Blanco
- María Blanco-Fafián
- Roberto Bodegas
- Camila Bossa
- Luís Tosar
- Mela Casal	como Socorrito
- Belén Constenla
- Avelino González
- Mercedes Peón
- Manuel Mandianes
- Carme Hermida
- Jorge Mira
- Yolanda Castaño
- Pablo Carpintero Arias [5]
- Rubén Riós
- Farruco
- Cándido Pazó
- Miguel Lago [6]
- Pepo Suevos
- David Amor
- Oswaldo Digon [7]
- Luís de Matos [8]
- Xosé Antonio Touriñán como Mucha
- Marcos Pereiro como Nucha
- Josito Porto [9]
- Nieves Rodríguez [10]
- Xacobe Sanz
- Patricia Vázquez
- Luis Zahera como Anselmo
- Alejandra Juno

### Ex-participantes
- Pantera Rodríguez
- Diana Nogueira (2002-2003)
- Dorotea Bárcena como Amadora (2002-2006)
- Mariana Carballal como Maribel (2002-2006)
- Roberto Vilar como Tonecho (2002-2006)
- Víctor Fábregas como Tucho (2002-2006)

## Prêmios e indicações

### Prêmios Mestre Mateo
| Ano  | Categoria                        | Receptor             | Resultado |
| ---- | -------------------------------- | -------------------- | --------- |
| 2002 | Melhor programa de televisão     | TVG                  | Nomeado   |
| 2002 | Melhor apresentador de televisão | Xosé Ramón Gayoso    | Ganhador  |
| 2003 | Melhor programa de televisão     | TVG                  | Nomeado   |
| 2010 | Melhor apresentador de televisão | Xosé Ramón Gayoso    | Nomeado   |
| 2013 | Melhor realizador                | Carola Prego Grueiro | Nomeada   |
| 2013 | Melhor programa de televisão     | TVG                  | Nomeado   |
| 2013 | Mellor comunicador de televisión | Xosé Ramón Gayoso    | Ganhador  |
| 2014 | Melhor programa de televisão     | TVG                  | Nomeado   |